# MTV Europe Music Awards/Best Song
Der MTV Europe Music Award for Best Song ist einer der Haupt-Awards des MTV Europe Music Awards. Er wurde bereits bei der Erstverleihung 1994 verliehen und wurde seitdem jedes Jahr vergeben. 2007 und 2008 firmierte er unter dem Namen Most Addictive Track. Born This Way, Havana und Hey Ya! gewannen gleichzeitig den Award für das Best Video. Beyoncé, Lady Gaga und Pink gewannen je zweimal.

## Gewinner und Nominierte

### 1990er
| Jahr                               | Künstler                        | Song  | EN |
| ---------------------------------- | ------------------------------- | ----- | -- |
| 1994                               |                                 |       |    |
| Youssou N’Dour & Neneh Cherry      | 7 Seconds                       | [ 1 ] |    |
| Aerosmith                          | Cryin’                          | [ 1 ] |    |
| Beck                               | Loser                           | [ 1 ] |    |
| Björk                              | Big Time Sensuality             | [ 1 ] |    |
| Blur                               | Girls & Boys                    | [ 1 ] |    |
| 1995                               |                                 | [ 1 ] |    |
| The Cranberries                    | Zombie                          | [ 2 ] |    |
| Michael Jackson                    | You Are Not Alone               | [ 2 ] |    |
| The Offspring                      | Self Esteem                     | [ 2 ] |    |
| Seal                               | Kiss from a Rose                | [ 2 ] |    |
| TLC                                | Waterfalls                      | [ 2 ] |    |
| 1996                               |                                 | [ 2 ] |    |
| Oasis                              | Wonderwall                      | [ 3 ] |    |
| The Fugees                         | Killing Me Softly with His Song | [ 3 ] |    |
| Garbage                            | Stupid Girl                     | [ 3 ] |    |
| Alanis Morissette                  | Ironic                          | [ 3 ] |    |
| Pulp                               | Disco 2000                      | [ 3 ] |    |
| 1997                               |                                 | [ 3 ] |    |
| Hanson                             | Mmmbop                          | [ 4 ] |    |
| The Cardigans                      | Lovefool                        | [ 4 ] |    |
| Puff Daddy & Faith Evans           | I’ll Be Missing You             | [ 4 ] |    |
| No Doubt                           | Don’t Speak                     | [ 4 ] |    |
| Will Smith                         | Men in Black                    | [ 4 ] |    |
| 1998                               |                                 | [ 4 ] |    |
| Natalie Imbruglia                  | Torn                            | [ 5 ] |    |
| All Saints                         | Never Ever                      | [ 5 ] |    |
| Cornershop                         | Brimful of Asha                 | [ 5 ] |    |
| Savage Garden                      | Truly Madly Deeply              | [ 5 ] |    |
| Robbie Williams                    | Angels                          | [ 5 ] |    |
| 1999                               |                                 | [ 5 ] |    |
| Britney Spears                     | … Baby One More Time            | [ 6 ] |    |
| Backstreet Boys                    | I Want It That Way              | [ 6 ] |    |
| Madonna                            | Beautiful Stranger              | [ 6 ] |    |
| George Michael feat. Mary J. Blige | As                              | [ 6 ] |    |
| TLC                                | No Scrubs                       | [ 6 ] |    |

### 2000er
| Jahr                                                    | Künstler                         | Song   | EN |
| ------------------------------------------------------- | -------------------------------- | ------ | -- |
| 2000                                                    |                                  |        |    |
| Robbie Williams                                         | Rock DJ                          | [ 7 ]  |    |
| Melanie C & Lisa "Left Eye" Lopes                       | Never Be the Same Again          | [ 7 ]  |    |
| Madonna                                                 | Music                            | [ 7 ]  |    |
| Sonique                                                 | It Feels So Good                 | [ 7 ]  |    |
| Britney Spears                                          | Oops!… I Did It Again            | [ 7 ]  |    |
| 2001                                                    |                                  | [ 7 ]  |    |
| Gorillaz                                                | Clint Eastwood                   | [ 8 ]  |    |
| Christina Aguilera, Lil’ Kim, Mýa und Pink              | Lady Marmalade                   | [ 8 ]  |    |
| Crazy Town                                              | Butterfly                        | [ 8 ]  |    |
| Destiny’s Child                                         | Survivor                         | [ 8 ]  |    |
| Eminem (feat. Dido)                                     | Stan                             | [ 8 ]  |    |
| 2002                                                    |                                  | [ 8 ]  |    |
| Pink                                                    | Get the Party Started            | [ 9 ]  |    |
| Enrique Iglesias                                        | Hero                             | [ 9 ]  |    |
| Nelly                                                   | Hot in Herre                     | [ 9 ]  |    |
| Nickelback                                              | How You Remind Me                | [ 9 ]  |    |
| Shakira                                                 | Whenever, Wherever               | [ 9 ]  |    |
| 2003                                                    |                                  | [ 9 ]  |    |
| Beyoncé (feat. Jay Z)                                   | Crazy in Love                    | [ 10 ] |    |
| Christina Aguilera                                      | Beautiful                        | [ 10 ] |    |
| Evanescence                                             | Bring Me to Life                 | [ 10 ] |    |
| Sean Paul                                               | Get Busy                         | [ 10 ] |    |
| Justin Timberlake                                       | Cry Me a River                   | [ 10 ] |    |
| 2004                                                    |                                  | [ 10 ] |    |
| Outkast                                                 | Hey Ya!                          | [ 11 ] |    |
| Anastacia                                               | Left Outside Alone               | [ 11 ] |    |
| Maroon 5                                                | This Love                        | [ 11 ] |    |
| Britney Spears                                          | Toxic                            | [ 11 ] |    |
| Usher (feat. Lil Jon and Ludacris)                      | Yeah!                            | [ 11 ] |    |
| 2005                                                    |                                  | [ 11 ] |    |
| Coldplay                                                | Speed of Sound                   | [ 12 ] |    |
| James Blunt                                             | You’re Beautiful                 | [ 12 ] |    |
| The Chemical Brothers                                   | Galvanize                        | [ 12 ] |    |
| Gorillaz                                                | Feel Good Inc.                   | [ 12 ] |    |
| Snoop Dogg (feat. Justin Timberlake and Charlie Wilson) | Signs                            | [ 12 ] |    |
| 2006                                                    |                                  | [ 12 ] |    |
| Gnarls Barkley                                          | Crazy                            | [ 13 ] |    |
| Nelly Furtado                                           | Maneater                         | [ 13 ] |    |
| Red Hot Chili Peppers                                   | Dani California                  | [ 13 ] |    |
| Rihanna                                                 | SOS                              | [ 13 ] |    |
| Shakira (feat. Wyclef Jean)                             | Hips Don’t Lie                   | [ 13 ] |    |
| 2007                                                    |                                  | [ 13 ] |    |
| Avril Lavigne                                           | Girlfriend                       | [ 14 ] |    |
| Beyoncé and Shakira                                     | Beautiful Liar                   | [ 14 ] |    |
| Nelly Furtado                                           | All Good Things (Come to an End) | [ 14 ] |    |
| Mika                                                    | Grace Kelly                      | [ 14 ] |    |
| Rihanna (feat. Jay Z)                                   | Umbrella                         | [ 14 ] |    |
| Amy Winehouse                                           | Rehab                            | [ 14 ] |    |
| 2008                                                    |                                  | [ 14 ] |    |
| Pink                                                    | So What                          | [ 15 ] |    |
| Coldplay                                                | Viva la Vida                     | [ 15 ] |    |
| Duffy                                                   | Mercy                            | [ 15 ] |    |
| Katy Perry                                              | I Kissed a Girl                  | [ 15 ] |    |
| Kid Rock                                                | All Summer Long                  | [ 15 ] |    |
| 2009                                                    |                                  | [ 15 ] |    |
| Beyoncé                                                 | Halo                             | [ 16 ] |    |
| The Black Eyed Peas                                     | I Gotta Feeling                  | [ 16 ] |    |
| David Guetta (feat. Kelly Rowland)                      | When Love Takes Over             | [ 16 ] |    |
| Kings of Leon                                           | Use Somebody                     | [ 16 ] |    |
| Lady Gaga                                               | Poker Face                       | [ 16 ] |    |

### 2010er
| Jahr                                            | Künstler                            | Song   | EN |
| ----------------------------------------------- | ----------------------------------- | ------ | -- |
| 2010                                            |                                     |        |    |
| Lady Gaga                                       | Bad Romance                         | [ 17 ] |    |
| Eminem (feat. Rihanna)                          | Love the Way You Lie                | [ 17 ] |    |
| Katy Perry (feat. Snoop Dogg)                   | California Gurls                    | [ 17 ] |    |
| Rihanna                                         | Rude Boy                            | [ 17 ] |    |
| Usher (feat. will.i.am)                         | OMG                                 | [ 17 ] |    |
| 2011                                            |                                     | [ 17 ] |    |
| Lady Gaga                                       | Born This Way                       | [ 18 ] |    |
| Adele                                           | Rolling in the Deep                 | [ 18 ] |    |
| Bruno Mars                                      | Grenade                             | [ 18 ] |    |
| Jennifer Lopez (feat. Pitbull)                  | On the Floor                        | [ 18 ] |    |
| Katy Perry                                      | Firework                            | [ 18 ] |    |
| 2012                                            |                                     | [ 18 ] |    |
| Carly Rae Jepsen                                | Call Me Maybe                       | [ 19 ] |    |
| Fun (feat. Janelle Monáe)                       | We Are Young                        | [ 19 ] |    |
| Gotye (feat. Kimbra)                            | Somebody That I Used to Know        | [ 19 ] |    |
| Pitbull (feat. Chris Brown)                     | International Love                  | [ 19 ] |    |
| Rihanna (feat. Calvin Harris)                   | We Found Love                       | [ 19 ] |    |
| 2013                                            |                                     | [ 19 ] |    |
| Bruno Mars                                      | Locked Out of Heaven                | [ 20 ] |    |
| Macklemore & Ryan Lewis (feat. Wanz)            | Thrift Shop                         | [ 20 ] |    |
| Daft Punk (feat. Pharrell Williams)             | Get Lucky                           | [ 20 ] |    |
| Robin Thicke (feat. T.I. and Pharrell Williams) | Blurred Lines                       | [ 20 ] |    |
| Rihanna                                         | Diamonds                            | [ 20 ] |    |
| 2014                                            |                                     | [ 20 ] |    |
| Ariana Grande (feat. Iggy Azalea)               | Problem                             | [ 21 ] |    |
| Eminem and Rihanna                              | The Monster                         | [ 21 ] |    |
| Katy Perry (feat. Juicy J)                      | Dark Horse                          | [ 21 ] |    |
| Pharrell Williams                               | Happy                               | [ 21 ] |    |
| Sam Smith                                       | Stay With Me                        | [ 21 ] |    |
| 2015                                            |                                     | [ 21 ] |    |
| Taylor Swift (feat. Kendrick Lamar)             | Bad Blood                           | [ 22 ] |    |
| Ellie Goulding                                  | Love Me Like You Do                 | [ 22 ] |    |
| Major Lazer and DJ Snake (feat. MØ)             | Lean On                             | [ 22 ] |    |
| Mark Ronson (feat. Bruno Mars)                  | Uptown Funk                         | [ 22 ] |    |
| Wiz Khalifa (feat. Charlie Puth)                | See You Again                       | [ 22 ] |    |
| 2016                                            |                                     |        |    |
| Justin Bieber                                   | Sorry                               | [ 23 ] |    |
| Adele                                           | Hello                               | [ 23 ] |    |
| Lukas Graham                                    | 7 Years                             | [ 23 ] |    |
| Mike Posner                                     | I Took a Pill in Ibiza (Seeb Remix) | [ 23 ] |    |
| Rihanna (feat. Drake)                           | Work                                | [ 23 ] |    |
| 2017                                            |                                     |        |    |
| Shawn Mendes                                    | There’s Nothing Holdin’ Me Back     |        |    |
| Clean Bandit (feat. Sean Paul and Anne-Marie)   | Rockabye                            |        |    |
| DJ Khaled (feat. Rihanna and Bryson Tiller)     | Wild Thoughts                       |        |    |
| Ed Sheeran                                      | Shape of You                        |        |    |
| Luis Fonsi & Daddy Yankee (feat. Justin Bieber) | Despacito (Remix)                   |        |    |
| 2018                                            |                                     |        |    |
| Camila Cabello (feat. Young Thug)               | Havana                              | [ 24 ] |    |
| Bebe Rexha (feat. Florida Georgia Line)         | Meant to Be                         | [ 24 ] |    |
| Ariana Grande                                   | No Tears Left to Cry                | [ 24 ] |    |
| Drake                                           | God’s Plan                          | [ 24 ] |    |
| Post Malone (feat. 21 Savage)                   | Rockstar                            | [ 24 ] |    |
| 2019                                            |                                     |        |    |
| Billie Eilish                                   | Bad Guy                             | [ 25 ] |    |
| Ariana Grande                                   | 7 Rings                             | [ 25 ] |    |
| Lil Nas X (feat. Billy Ray Cyrus)               | Old Town Road (Remix)               | [ 25 ] |    |
| Post Malone and Swae Lee                        | Sunflower                           | [ 25 ] |    |
| Shawn Mendes and Camila Cabello                 | Señorita                            | [ 25 ] |    |

### 2020er
| Jahr                            | Künstler                                   | Song | EN |
| ------------------------------- | ------------------------------------------ | ---- | -- |
| 2020                            |                                            |      |    |
| BTS                             | Dynamite                                   |      |    |
| DaBaby (feat. Roddy Ricch)      | Rockstar                                   |      |    |
| Dua Lipa                        | Don’t Start Now                            |      |    |
| Lady Gaga and Ariana Grande     | Rain on Me                                 |      |    |
| Roddy Ricch                     | The Box                                    |      |    |
| The Weeknd                      | Blinding Lights                            |      |    |
| 2021                            |                                            |      |    |
| Ed Sheeran                      | Bad Habits                                 |      |    |
| Doja Cat (featuring SZA)        | Kiss Me More                               |      |    |
| Justin Bieber                   | Peaches (featuring Daniel Caesar & Giveon) |      |    |
| Lil Nas X                       | Montero (Call Me by Your Name)             |      |    |
| Olivia Rodrigo                  | Drivers License                            |      |    |
| The Kid Laroi and Justin Bieber | Stay                                       |      |    |
| 2022                            |                                            |      |    |
| Nicki Minaj                     | Super Freaky Girl                          |      |    |
| Bad Bunny and Chencho Corleone  | Me Porto Bonito                            |      |    |
| Harry Styles                    | As It Was                                  |      |    |
| Jack Harlow                     | First Class                                |      |    |
| Lizzo                           | About Damn Time                            |      |    |
| Rosalía                         | Despechá                                   |      |    |